# Kamasi Washington
Kamasi Washington (Los Ángeles, EE. UU., 18 de febrero de 1981) es un saxofonista de jazz, compositor, productor y líder de banda estadounidense. Washington es conocido principalmente como intérprete de saxofón tenor.

## Biografía
Kamasi Washington nació en Los Ángeles, California, el 18 de febrero de 1981. Hijo de músicos y educadores, fue criado en Inglewood, California. Es licenciado  de la Academia de Música del Alexander Hamilton High School en Beverlywood, Los Ángeles. Washington luego se matriculó en el Departamento de Etnomusicología de UCLA, donde  comenzó a tocar con miembros de facultad como Kenny Burrell, Billy Higgins y el líder de la banda/trompetista Gerald Wilson. Washington aparece en el álbum Young Jazz Giants en 2004. Ha tocado junto con un grupo diverso de músicos, entre ellos Wayne Shorter, Herbie Hancock, Horace Tapscott, Gerald Wilson, Lauryn Hill, Nas, Snoop Dogg, George Duke, Chaka Khan y Flying Lotus, Thundercat, Mike Muir, Francisco Aguabella, la Orquesta Popular Pan Afrikaan y Rafael Saadiq.

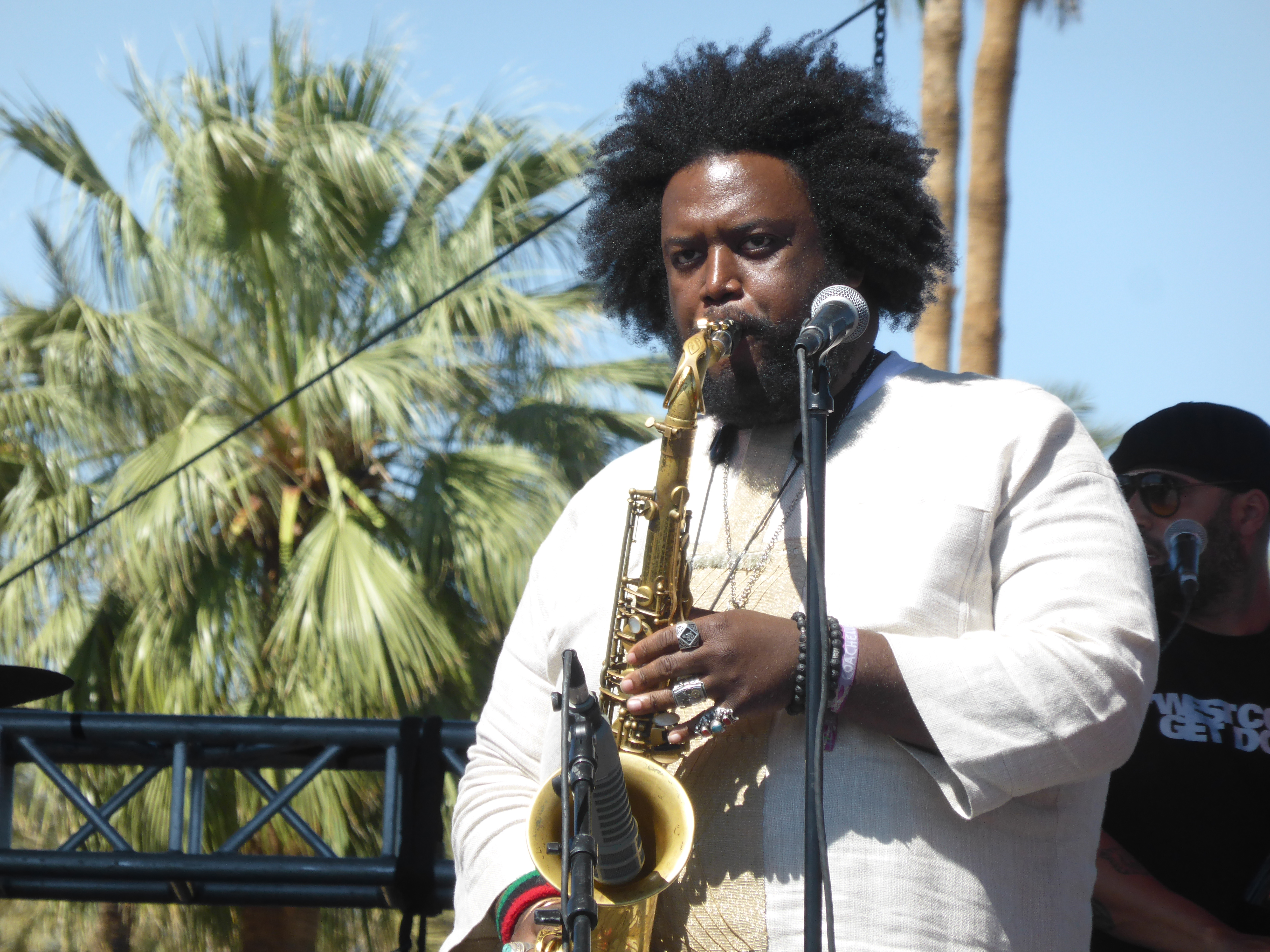
Kamasi Washington que actúa en Coachella en 2016

Washington se aventuró en la música de big band cuando se unió a la Orquesta de Gerald Wilson para su álbum de 2006 In My Time. Washington tocó el saxofón en el álbum de Kendrick Lamar To Pimp a Butterfly. Su grabación debut como solista, The Epic, fue publicada en mayo de 2015 con gran éxito de la crítica. Su segundo álbum de estudio, Heaven and Earth, fue lanzado en junio de 2018, con un EP complementario titulado The Choice lanzado una semana después.

## Premios
- Ganador, 1999: Concurso John Coltrane de Música

## Discografía

### Cuando dirigente
- Live at 5th Street Dick's (2005)
- The Proclamation (2007)
- Light of the World (2008)
- The Epic (Brainfeeder, 2015)[8]
- Harmony of Difference, (Young Turks, 2017)[9]
- Heaven and Earth (Young Turks, 2018)[10]
- The Choice (Young Turks, 2018)
- Fearless Movement (Young Turks, 2024)[11]

### Como acompañante
- Gold de Ryan Adams (Lost Highway, 2001)
- Blackberry Belle de The Twilight Singers (One Little Indian, 2003)
- Young Jazz Giants – con Cameron Graves, Stephen Bruner, Ronald Bruner (Birdman, 2004)
- Perseverance de Phil Ranelin (Wide Hive, 2011)
- Chameleon de Harvey Mason – en "Black Frost" (Concord, 2014)
- Up de Stanley Clarke – en "I Have Something To Tell You Tonight" (Mack Avenue, 2014)
- You're Dead! de Flying Lotus (Warp, 2014)
- To Pimp a Butterfly de Kendrick Lamar – arranger en "Mortal Man" (Aftermath/Interscope, 2015)
- The Beyond / Where the Giants Roam de Thundercat (Brainfeeder, 2015)
- Run the Jewels 3 de Run the Jewels – en "Thursday in the Danger Room" (Mass Appeal/RED, 2016)
- Drunk de Thundercat (Brainfeeder, 2017)
- Damn de Kendrick Lamar – strings en "Lust" (Top Dawg/Aftermath/Interscope, 2017)

Con Throttle Elevator Music
- Throttle Elevator Music (Wide Hive, 2012)
- Area J (Wide Hive, 2014)
- Jagged Rocks (Wide Hive, 2015)
- Throttle Elevator Music IV (Wide Hive, 2016)[12]

Con Gerald Wilson Orchestra
- In My Time (Mack Avenue, 2005)
- Monterey Moods (Mack Avenue, 2007)
- Detroit (Mack Avenue, 2009)
- Legacy (Mack Avenue, 2011)